# Elektrodynamica
Elektrodynamica is het deelgebied van de natuurkunde dat elektromagnetische effecten beschrijft. Het is ontwikkeld door onder anderen Ampère, Gauss, Faraday, maar vooral door Maxwell. Het is een bijzonder elegante theorie, die geldt zolang de lengteschalen niet zo klein worden dat er kwantummechanische effecten op treden.

## Inleiding
De elektrodynamica is gebaseerd op de wetten van Maxwell, bijna de complete theorie kan uit de vier vergelijkingen worden afgeleid. Zij beschrijven hoe elektrische en magnetische velden, respectievelijk {\displaystyle (\mathbf {E} } en {\displaystyle \mathbf {B} }), uit ladingsverdelingen {\displaystyle \rho } en stroomdichtheden {\displaystyle \mathbf {J} } worden opgewekt, hoe een veranderend elektrisch veld een magnetisch veld kan opwekken en andersom. De vergelijking
{\displaystyle \mathbf {F} =q(\mathbf {E} +\mathbf {v} \times \mathbf {B} )}
completeert de beschrijving. Daarin is {\displaystyle \mathbf {F} } de lorentzkracht, die de elektrische en magnetische velden uitoefenen op een deeltje met lading {\displaystyle q}.
In de Maxwellvergelijkingen staat beschreven hoe je de lading- en stroomdichtheid kan berekenen als je de elektrische en magnetische velden kent. Vaak moet dit juist de andere kant op: de lading- en stroomdichtheden zijn ten slotte wat we kunnen beïnvloeden, en het elektrische en magnetische veld moet daaruit berekend worden.

## Potentialen
Vaak wordt er bij de berekening van het veld een hulpmiddel gebruikt, dat de berekening eenvoudiger maakt: de potentiaal. De elektrische potentiaal kan als volgt worden berekend:
{\displaystyle \phi (\mathbf {r} ,t)={\frac {1}{4\pi \varepsilon _{0}}}\int {\frac {\rho (\mathbf {r} ',t_{r})}{|\mathbf {r} -\mathbf {r} '|}}\,\mathrm {d} ^{3}r'}
en de magnetische door
{\displaystyle \mathbf {A} (\mathbf {r} ,t)={\frac {\mu _{0}}{4\pi }}\int {\frac {\mathbf {J} (\mathbf {r} ',t_{r})}{|\mathbf {r} -\mathbf {r} '|}}\,\mathrm {d} ^{3}r'},
waarbij {\displaystyle t_{r}} in beide formules wordt gegeven door {\displaystyle t-c^{-1}|\mathbf {r} -\mathbf {r} '|}.
Hierin is {\displaystyle c^{-1}|\mathbf {r} -\mathbf {r} '|} de tijd die een verandering op r' erover doet om op r aan te komen.
Voor het elektrische veld geldt
{\displaystyle \mathbf {E} =-\nabla \phi -{\frac {\partial \mathbf {A} }{\partial t}}},
en voor het magnetische veld
{\displaystyle \mathbf {B} =\nabla \times \mathbf {A} }
Daarin is {\displaystyle \nabla } de nablavector, of alleen del, en is gedefinieerd als {\displaystyle \left({\frac {\partial }{\partial x}},{\frac {\partial }{\partial y}},{\frac {\partial }{\partial z}}\right)}.

## Lagrangiaan
De lagrangiaan van een geladen deeltje in een elektromagnetisch veld is
{\displaystyle L=-{mc^{2} \over \gamma }-q\phi +q\mathbf {v} \cdot \mathbf {A} }
Daarin is {\displaystyle \gamma =(1-v^{2}/c^{2})^{-1/2}} de Lorentzfactor.
De gegeneraliseerde impuls van het deeltje is
{\displaystyle {\partial L \over \partial \mathbf {v} }=\gamma m\mathbf {v} +q\mathbf {A} =\mathbf {p} +q\mathbf {A} }
De bewegingsvergelijking is
{\displaystyle {\mathrm {d} (\mathbf {p} +q\mathbf {A} ) \over \mathrm {d} t}=\nabla L=-q\nabla \phi +q\nabla (\mathbf {v} \cdot \mathbf {A} )}
Omdat langs de baan van het deeltje 
{\displaystyle \mathrm {d} \mathbf {A} /\mathrm {d} t=\partial \mathbf {A} /\partial t+(\mathbf {v} \cdot \nabla )\mathbf {A} }
en volgens de vectoranalyse
{\displaystyle \nabla (\mathbf {v} \cdot \mathbf {A} )=(\mathbf {v} \cdot \nabla )\mathbf {A} +\mathbf {v} \times (\nabla \times \mathbf {A} )},
volgt
{\displaystyle {\mathrm {d} \mathbf {p}  \over \mathrm {d} t}=-q{\partial \mathbf {A}  \over \partial t}-q\nabla \phi +q\mathbf {v} \times (\nabla \times \mathbf {A} )=q\mathbf {E} +q\mathbf {v} \times \mathbf {B} }

## Elektrostatica
Wanneer de lading- en stroomdichtheden niet van de tijd afhangen, veranderen de elektrische en magnetische velden volgens de Maxwellvergelijkingen ook niet meer. De bovenstaande vergelijking voor {\displaystyle \mathbf {E} } is dan te vereenvoudigen tot
{\displaystyle \mathbf {E} =-\nabla \phi }
In de formules voor de elektrische en magnetische potentialen verandert niets, behalve dat de tijdsafhankelijkheid van de ladings- en stroomdichtheden verdwijnen. De vergelijking voor {\displaystyle \mathbf {B} } uit {\displaystyle \mathbf {A} } verandert ook niet.
In de meeste gevallen is het onmogelijk of zeer moeilijk de bovenstaande integralen analytisch op te lossen. In de statica bestaan er echter nog twee handige formules, die in feite twee vergelijkingen van Maxwell zijn, maar anders geformuleerd, namelijk
- {\displaystyle \oint \mathbf {\vec {E}} \cdot \mathrm {d} \mathbf {\vec {A}} ={Q_{\text{enc}} \over \varepsilon _{0}}} de wet van Gauss. In deze formule is {\displaystyle Q_{\text{enc}}} de lading die wordt ingesloten door de oppervlakte {\displaystyle A} waarover wordt geïntegreerd.
- {\displaystyle \oint \mathbf {\vec {B}} \cdot \mathrm {d} \mathbf {\vec {\ell }} =\mu _{0}I_{\text{enc}}}, de wet van Ampère. Hierbij is {\displaystyle I_{\text{enc}}} de stroom is die door de gesloten lus, met lengte {\displaystyle {\ell }}, heen gaat waarover wordt geïntegreerd.

Wanneer {\displaystyle \mathbf {E} } en {\displaystyle \mathbf {B} } constant zijn over het oppervlak of de lus waarover ze geïntegreerd worden, kunnen ze buiten de integraal worden gehaald, waarna ze direct zijn uit te rekenen. Dit kan alleen bij objecten die symmetrisch zijn, zoals bollen, cilinders en platen.

## Elektromagnetische straling
Wanneer op de laatste twee vergelijkingen van Maxwell in vacuüm het uitproduct wordt toegepast, volgt
{\displaystyle \nabla \times (\nabla \times \mathbf {E} )=-\varepsilon _{0}\mu _{0}{\frac {\partial \mathbf {E} }{\partial t}}},
en eenzelfde vergelijking voor {\displaystyle \mathbf {B} }. Dit type vergelijking wordt een golfvergelijking genoemd, omdat de oplossing ervan een golfverschijnsel beschrijft. De snelheid van dit golfverschijnsel is {\displaystyle (\varepsilon _{0}\mu _{0})^{-1/2}}, die wanneer uitgerekend precies de lichtsnelheid blijkt te zijn. Hieruit kan worden geconcludeerd dat licht een elektromagnetische straling is, met een nogal specifiek frequentiespectrum.